# Diodlampa

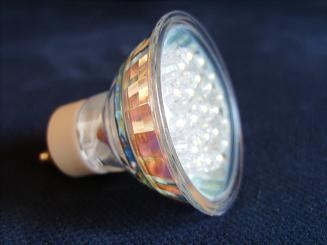
Lysdiodlampa

En diodlampa, lysdiodlampa eller LED-lampa (av engelska LED, light emitting diode, lysdiod) är en lampa bestående av en eller flera lysdioder monterade i en standardsockel för att kunna ersätta till exempel vanliga glödlampor.  
Lysdioden uppfanns i mitten av 1920-talet och den första lysdioden med synligt ljusspektrum utvecklades 1962. 1970 kom nya lysdiod-färger till och man hade nu en grön och en röd färg och kunde därmed också skapa gult lysdiod-ljus. Forskarna var klara över att det var nödvändigt att fokusera på den blå färgen eftersom man med den och de övriga färgerna skulle kunna åstadkomma en lysdiod med vitt ljus. Ljusstyrkan var vid tidpunkten fortfarande svag och först på 1980-talet kunde man frambringa ett lysdiod-ljus som var kraftigt nog att kunna användas utomhus i solljus. Idag finns lysdioder i många olika färger, från infrarött över de synliga färgerna till ultraviolett, samt numera även kallvitt och varmvitt.
Isamu Akasaki, Hiroshi Amano och Shuji Nakamura belönades med Nobelpriset i fysik 2014 för att ha utvecklat den blå lysdioden.

## Fördelar och nackdelar
Fördelarna med en lysdiodlampa är framför allt dess mycket låga energiförbrukning, ungefär en tiondel av en glödtrådslampa samt den mycket långa hållbarheten, upp till 50 gånger längre hållbarhet än en vanlig glödlampa.
En ytterligare fördel är att lysdiodlampan inte innehåller kvicksilver, vilket lysrörslampor gör.
Å andra sidan kan lysdioderna vara spänningskänsliga.
Vidare avtar ljusstyrkan med tiden, och kan minska med upp till 30-50 procent.
Högfrekvent ljus (som exempelvis från halogenlampor) har vid kraftig belysning av ögonceller visat sig kunna ge skador på dessa. En första studie antyder att detta även gäller stark belysning från LED-ljus, som innehåller vissa blå eller gröna ljusfrekvenser; det är dock inte klarlagt om diodlampor i detta avseende är mer eller mindre farliga än annan jämförbar belysning.